# Signaling (Verhaltensbiologie)
Unter dem Begriff Signaling (britisches Englisch) bzw. Signalling (amerikanisches Englisch) wird die Kommunikation zwischen Individuen untersucht. Eine zentrale Frage ist hierbei, unter welchen Umständen Signale ehrlich oder unehrlich sein können.
Signalingtheorien finden auch Anwendung in der Wirtschaftswissenschaft, siehe Signaling (Wirtschaftswissenschaften) und Prinzipal-Agent-Theorie#Auftretende Probleme.

## Geschichte
Frühe Verhaltensbiologen wie Nikolaas Tinbergen gingen davon aus, dass ehrliche Signale in der Natur weit verbreitet sind und die natürliche Selektion ehrliche und kostenarme Signale hervorbringt. Dies war die dominante Sichtweise, bis Richard Dawkins und John Krebs 1978 argumentierten, ehrliche Signale müssten selten sein, da die Interessen von zwei Individuen nie exakt übereinstimmen. Signale seien stattdessen das Resultat eines Wettrüstens zwischen manipulativen Sendern und misstrauischen Empfängern. Diese Idee war sehr einflussreich. Hingegen hatte Amotz Zahavi 1975 vorgeschlagen, dass ehrliche Signale möglich sind, wenn sie mit hohen Kosten für den Sender einhergehen (Handicap-Prinzip). Zahavis Theorie wurde kontrovers diskutiert; neben Dawkins und Krebs hatte einige Jahre zuvor bereits Maynard Smith dagegen argumentiert. Viele Biologen waren skeptisch gegenüber Zahavis Theorie, da sparsame Individuen auf kostspielige Signale verzichten und stattdessen Ressourcen zur Reproduktion nutzen könnten.
In der Biologie hielt diese Kontroverse einige Zeit an. Die Wirtschaftswissenschaft war aufgrund der Nutzung von Modellen währenddessen weit voraus. In den 1970er Jahren konnte zum Beispiel die Plausibilität von Thorstein Veblens Idee des Geltungskonsums, eines kostspieligen und daher ehrlichen Signals, gezeigt werden. Jack Hirshleifer schlug 1977 vor, das Modell des kostspieligen Signaling in die Biologie zu importieren. Die Biologen Alan Grafen, Charles Godfray und Andrew Pomiankowski bewiesen später, dass Zahavis Ansatz funktionieren könnte.

## Ehrlichkeit
Das Ziel des Signaling ist oft der Aufbau von Vertrauen. Die Signale für Vertrauenswürdigkeit, Leistungsfähigkeit, Produktivität oder reproduktive Potenz können jedoch täuschen; sie können als glaubwürdig (englisch: honest) oder unglaubwürdig (dishonest) wahrgenommen werden. Das Signal muss nicht mit der inneren Einstellung des Signalgebers übereinstimmen, was der Empfänger oft erkennt. Wo das notwendige „Vokabular“ des Signaling nicht beherrscht wird, wo falsche oder unvollständige Signale gesendet werden, entsteht leicht der Anschein, dass etwas vorgetäuscht werden soll, was nicht vorhanden ist. Der Signalgeber setzt sich dadurch dem Eindruck der Unehrlichkeit aus. Aber auch übertriebener Aufwand, d. h. übersteuerte und zu „laute“ Signale, z. B. der Auftritt mit Luxuslimousine und in überteuertem Business-Outfit bei der Werbung um einen Kunden erwecken bei diesem leicht den Anschein, als solle etwas vorgetäuscht werden.
Ehrliche Signale müssen also nicht kostspielig sein. Maynard Smith zeigte, dass bei ausreichender Interessenüberschneidung kein Grund für unehrliche Signale bestünde. Doch selbst in Konfliktfällen können ehrliche, kostenarme Signale evolutionär stabil sein. Auch Understatement-Strategien können als Form des Signaling interpretiert werden, so wenn dem Kunden gezeigt werden soll, dass man ihre Werte wie Sparsamkeit, Informalität usw. teilt.

## Beispiele
Wenn ein Männchen um ein Weibchen wirbt, sind seine Signale ein zuverlässiger Indikator seiner Qualität, oder übertreibt er, um das Weibchen für sich zu gewinnen, das bei ehrlichen Signalen von einem anderen Männchen gewonnen werden würde?
Wenn in einem Konflikt ein Tier aggressive Signale von sich gibt, ist die Stärke dieser Signale ein verlässlicher Indikator der Wahrscheinlichkeit des Angriffs, oder ist sie eine Übertreibung, um das andere Tier abzuschrecken?
Wenn ein Nachkomme die Eltern um Nahrung bittet, reflektiert dies seine tatsächlichen Bedürfnisse, oder übertreibt er, um mehr Nahrung zu erhalten?